# Oso (vattendrag i Kongo-Kinshasa)
Oso är ett vattendrag i Kongo-Kinshasa, ett biflöde till Lowa. Det rinner genom provinsen Norra Kivu och ingår därefter i gränsen mellan denna och Maniema, i den centrala delen av landet, 1 400 km öster om huvudstaden Kinshasa.